# Packed to the Rafters

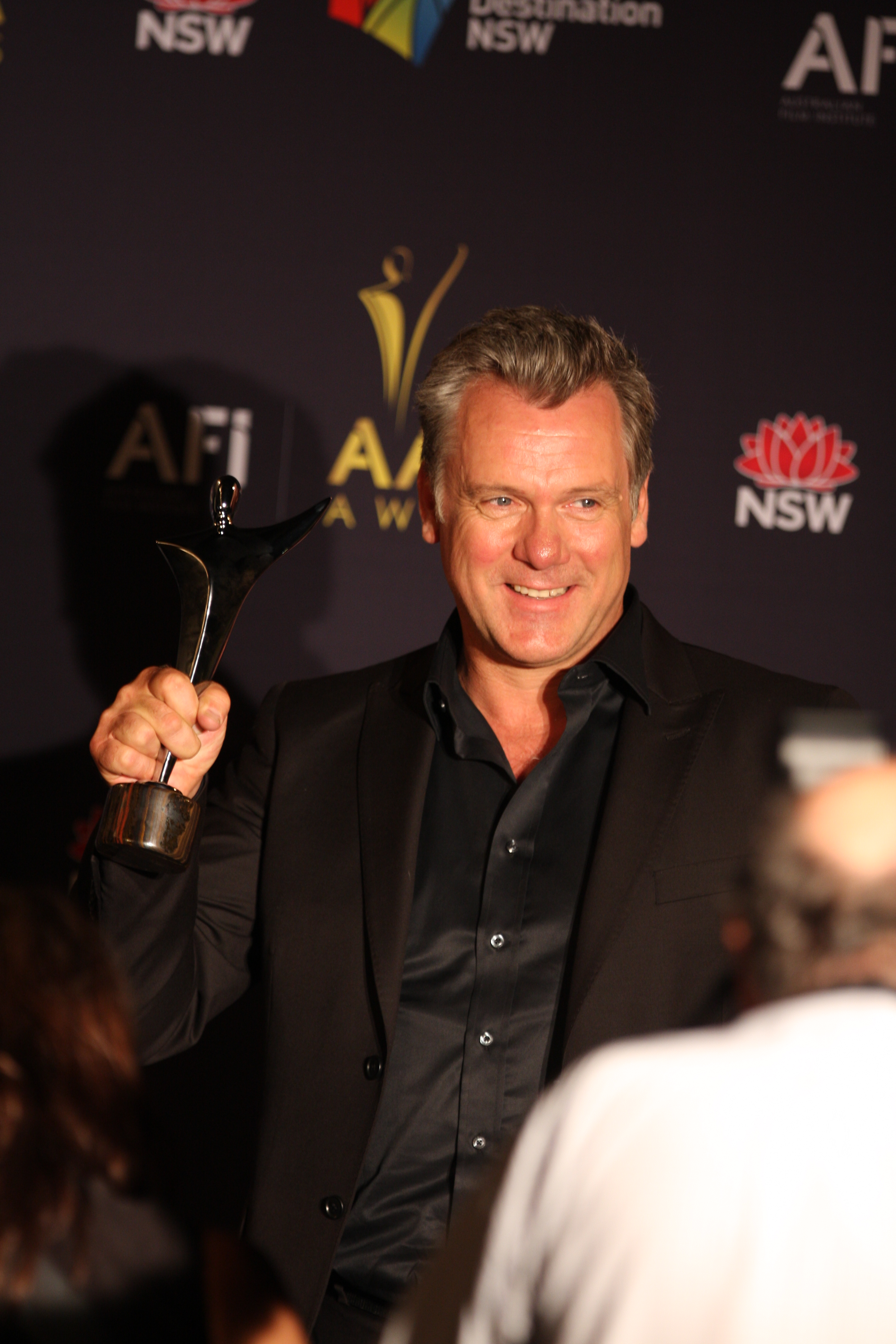
Erik Thompson

Packed to the Rafters (De vuelta al nido en España), es una serie australiana orientado a la comedia dramática estrenada el 26 de agosto del 2008 a las 8:30 por la cadena Seven Network y finalizada el 2 de julio del 2013.
La serie mostró una mezcla de comedia ligera entrelazada con la trama y gira en torno a la familia Rafter, mostrando como cada uno de ellos se enfrentan a las presiones del trabajo, los temas de la vida, los problemas sociales y sus relaciones.
Fue creada por Bevan Lee y ha contado con la participación de actores como Andy Whitfield, Gillian Jones, Craig McLachlan, Denise Roberts, Phoebe Tonkin, Kate Fitzpatrick, Shane Bourne, Jerome Ehlers, Graeme Squires, Roy Billing, Andy Anderson, Celia Ireland, Geoff Morrell, Khan Chittenden, Justin Rosniak Melanie Vallejo, Sarah Snook, Luke Pegler, Damian de Montemas, Ria Vandervis, Charlotte Hazzard, Eliza Taylor-Cotter, entre otros.
El 2 de abril de 2013 se transmitió el último episodio de la serie.

## Historia
La serie se centró en Dave y Julie Rafter y en sus tres hijos Rachel, Ben y Nathan. muestra como cada uno de ellos se enfrentan a las presiones del trabajo, los temas de la vida, los problemas sociales y sus relaciones.
En la víspera de su vigésimo quinto aniversario la pareja piensa que finalmente tendrán la casa para ellos solos. Pero el hogar se convierte en un refugio para sus tres hijos, quienes a causa de problemas imprevistos deciden regresar a casa.
Después de que Dave se enfrenta al desempleo, el padre de Julie sufre un atáque de pánico, Nathan Rafter y su esposa Sammy necesitan un lugar para vivir, su hija Rachel Rafter deja a Daniel, su novio abusivo y regresa a casa mientras que Ben Rafter se muda a lado, pero sigue visitando mucho la casa. Todo esto ocasiona que la casa este a punto de rebosar (en inglés: Packed to the Rafters).

## Personajes
| Actor            | Personaje                   | Trabajo                           | N.º de episodios | Temporada               |
| ---------------- | --------------------------- | --------------------------------- | ---------------- | ----------------------- |
| Rebecca Gibney   | Julie Taylor-Rafter         | -                                 | 122              | 2008 - 2013             |
| Erik Thomson     | Dave Rafter                 | -                                 | 122              | 2008 - 2013             |
| Angus McLaren    | Nathan Rafter               | -                                 | 101              | 2008 - 2013             |
| Hugh Sheridan    | Benjamin "Ben" Rafter       | Empleado del Bar Boat Club        | 103              | 2008 - 2013             |
| Jessica Marais   | Rachel Rafter               | Artista Gráfica                   | 75               | 2008 - 2011, 2012, 2013 |
| Michael Caton    | Ted Taylor                  | ex-Constructor                    | 122              | 2008 - 2013             |
| George Houvardas | Nick "Carbo" Karandonis     | Gerente de Agencia de Coches      | 121              | 2008 - 2013             |
| James Stewart    | Jake "Jimmy" Barton         | Electricista                      | 83               | 2009 - 2013             |
| Jessica McNamee  | Sammy Westaway-Rafter       | -                                 | 54               | 2008 - 2010, 2013       |
| Ryan Corr        | Coby Jennings               | Electricista de Rafter Electrical | 60               | 2009 - 2013             |
| Hannah Marshall  | Loretta "Retta" Schembri    | Copropietaria de la Florería      | 65               | 2010 - 2013             |
| Zoe Cramond      | Emma Mackey                 | Copropietaria de la Florería      | 44               | 2011 - 2013             |
| Merridy Eastman  | Donna Mackey                | Dueña del Boat Club               | 46               | 2011 - 2013             |
| Jacob Allan      | Matt Jennings               | Empleado de Rafter Electrical     | 40               | 2012 - 2013             |
| Brooke Satchwell | Francesca "Frankie" Calasso | Electricista de Rafter Electrical | 33               | 2012 - 2013             |
| Ben Mingay       | Fergus "Buzz" Graham        | Electricista de Rafter Electrical | 11               | 2013                    |

### Personajes recurrentes
| Actor             | Personaje               | Empleo     | Episodios | Duración                     |
| ----------------- | ----------------------- | ---------- | --------- | ---------------------------- |
| Hannah Storey     | Ruby Rafter             | -          | 63        | 2009 - 2013                  |
| Kristian Schmid   | Alex Barton             | -          | 20        | 2009, 2010, 2011, 2012, 2013 |
| Sarah Chadwick    | Trish Westaway          | -          | 15        | 2008 - 2010, 2013            |
| Jarin Towney      | Cooper                  | Estudiante | 11        | 2012 - 2013                  |
| Narek Arman       | Jackson Radovich-Graham | Estudiante | 9         | 2013                         |
| Fiona Spence      | Eleanor McCormack       | -          | 9         | 2013                         |
| Harry Lucas       | Edward Rafter           | -          | 7         | 2013                         |
| Lauren Clair      | Saskia Clark-Rafter     | -          | 5         | 2013                         |
| Steven Vidler     | Mark Mackey             | -          | 3         | 2013                         |
| Fred Whitlock     | Gary Edwards            | Chef       | 3         | 2013                         |
| Jacinta Stapleton | Carla Calasso           | -          | 3         | 2013                         |

### Antiguos personajes principales
| Actor        | Personaje                   | Empleo    | Episodios | Duración    | Estado | Causa                                                |
| ------------ | --------------------------- | --------- | --------- | ----------- | ------ | ---------------------------------------------------- |
| Zoe Ventoura | Melissa "Mel" Bannon-Rafter | Enfermera | 65        | 2008 - 2010 | Muerta | murió luego de estar en un accidente automovilístico |

### Antiguos personajes recurrentes
| Actor              | Personaje             | Trabajo             | Episodios | Duración                 |
| ------------------ | --------------------- | ------------------- | --------- | ------------------------ |
| Gillian Jones      | Rachel "Chel" Warne   | -                   | 25        | 2009 - 2010              |
| Caroline Brazier   | Chrissy Merchant      | -                   | 24        | 2008 - 2009              |
| Justin Rosniak     | Stuart "Warney" Warne | -                   | 21        | 2008 - 2009, 2011 - 2012 |
| John Howard        | Tom Jennings          | -                   | 17        | 2010 - 2012              |
| Samantha Tolj      | Sian Parry            | -                   | 13        | 2012 - 2013              |
| Camille Keenan     | Bree Jennings         | -                   | 12        | 2011 - 2012              |
| Mercia Deane-Johns | Grace Barton          | -                   | 10        | 2009, 2010, 2011         |
| Martin Lynes       | Paul Morgan           | -                   | 10        | 2010 - 2011              |
| Luke Pegler        | Daniel Griggs         | -                   | 8         | 2008 - 2009              |
| Cameron Daddo      | Adam Goodman          | Editor de Periódico | 8         | 2012                     |
| Kate Fitzpatrick   | Marjorie Stevens      | -                   | 8         | 2008 - 2009              |
| Dina Panozzo       | Rita Karandonis       | -                   | 8         | 2009, 2011, 2012         |
| Olivia Stambouliah | Voula Karandonis      | -                   | 5         | 2013                     |
| Tom O'Sullivan     | Craig/Logan           | Escolta             | 5         | 2013                     |

## Episodios
- Anexo:Episodios de Packed to the Rafters

El drama familiar Packed to the Rafters comenzó a transmitir episodios desde el 26 de agosto del 2008. Durante la primera temporada que constó de 22 episodios la serie obtuvo un promedio de 1 939 000, convirtiéndolo en el show número uno del 2008 de la televisión australiana.
La segunda temporada de la serie se estrenó el 30 de junio de 2009 y consta de 22 episodios.
La tercera temporada se estrenó a mediados del 2010 y consta también de 22 episodios.

## Premios y nominaciones
Packed to the Rafters ha sido nominado a varios premios Logie, en el 2009 fue nominado a dos premios AFI.

## Producción
El productor Jo Porter, quien junto al creador Bevan Lee y el escritor Antony Ellis forman parte del mismo equipo responsable de la aclamada serie australiana Always Greener, seire que estableció récords de audiencia.
Las escenas exteriores de la casa de los Rafter se filmaron en locaiones de Riverview Street Concord. La mayoría de las tomas exteriores se filmaron en varios lugares del sur de Sídney incluyendo el centro comercial de Oatley y el puente Captain Cook.
Las escenas del diner que aparece en el primer episodio fueron filmadas en el St George Motor Boat Clubent Sans Souci pero las escenas del interior fueron de un restaurante Chino.
Las escenas del partido de cricket que se muestran en el segundo episodio fueron filmadas en el parque Carss, al igual que el centro comercial, la playa y el parque que aparecen en el quinto episodio.
La serie fue renovada para una cuarta temporada, la cual comenzó sus filmaciones el 22 de octubre del 2010. La nueva temporada comenzó sus transmisiones el 8 de febrero del 2011. En marzo del 2011 la cadena Seven Network anunció que la serie tomaría un receso empezando el 15 de marzo del 2011 y que este duraría tres meses. La serie fue reemplazada por la nueva serie Winners & Losers. Packed to the Rafter regresó el 23 de agosto del 2011 iniciando con el episodio número siete de la cuarta temporada.
En octubre del 2011 se anunció que la serie se tomaría otro tiempo a partir del 25 de octubre del mismo año y que regresaría en febrero del 2012. En el 2011 la serie fue renovada para una quinta temporada la cual se estrenó el 17 de abril del 2012. Más tarde se anunció que la serie tendría una sexta y última temporada.

### Emisión en otros países
| País           | Cadenas/Canal                       | Fecha de Inicio                                 | Fecha de Finalización |
| -------------- | ----------------------------------- | ----------------------------------------------- | --------------------- |
| España         | AXN White (España)                  | 5 de mayo de 2011                               | 2015                  |
| Alemania       | Passion VOX                         | 11 de noviembre del 2010 14 de febrero del 2011 | -                     |
| Australia      | Seven Network                       | 26 de agosto de 2008                            | 2 de julio de 2013    |
| Bélgica        | vtm                                 | 2008                                            | -                     |
| Croacia        | Hrvatska Radiotelevizija            | 2011                                            | -                     |
| Finlandia      | TV Viisi                            | 2011                                            | -                     |
| Holanda        | NET 5                               | 2009                                            | -                     |
| Hungría        | Magyar Televízió                    | 2011                                            | -                     |
| Italia         | Joi                                 | 17 de enero de 2010                             | -                     |
| Irlanda        | RTÉ One                             | agosto del 2009                                 | -                     |
| Islas Malvinas | Falkland Islands Television Service | 2012                                            | -                     |
| Nueva Zelanda  | TV One                              | 2009                                            | -                     |
| Polonia        | Viacom Blink!                       | 20 de julio de 2011                             | -                     |
| Portugal       | Sony Entertainment Television       | 2010                                            | -                     |
| Sudáfrica      | SET                                 | 2009                                            | -                     |
| Suecia         | TNT7                                | 2011                                            | -                     |